# 캄브릴스

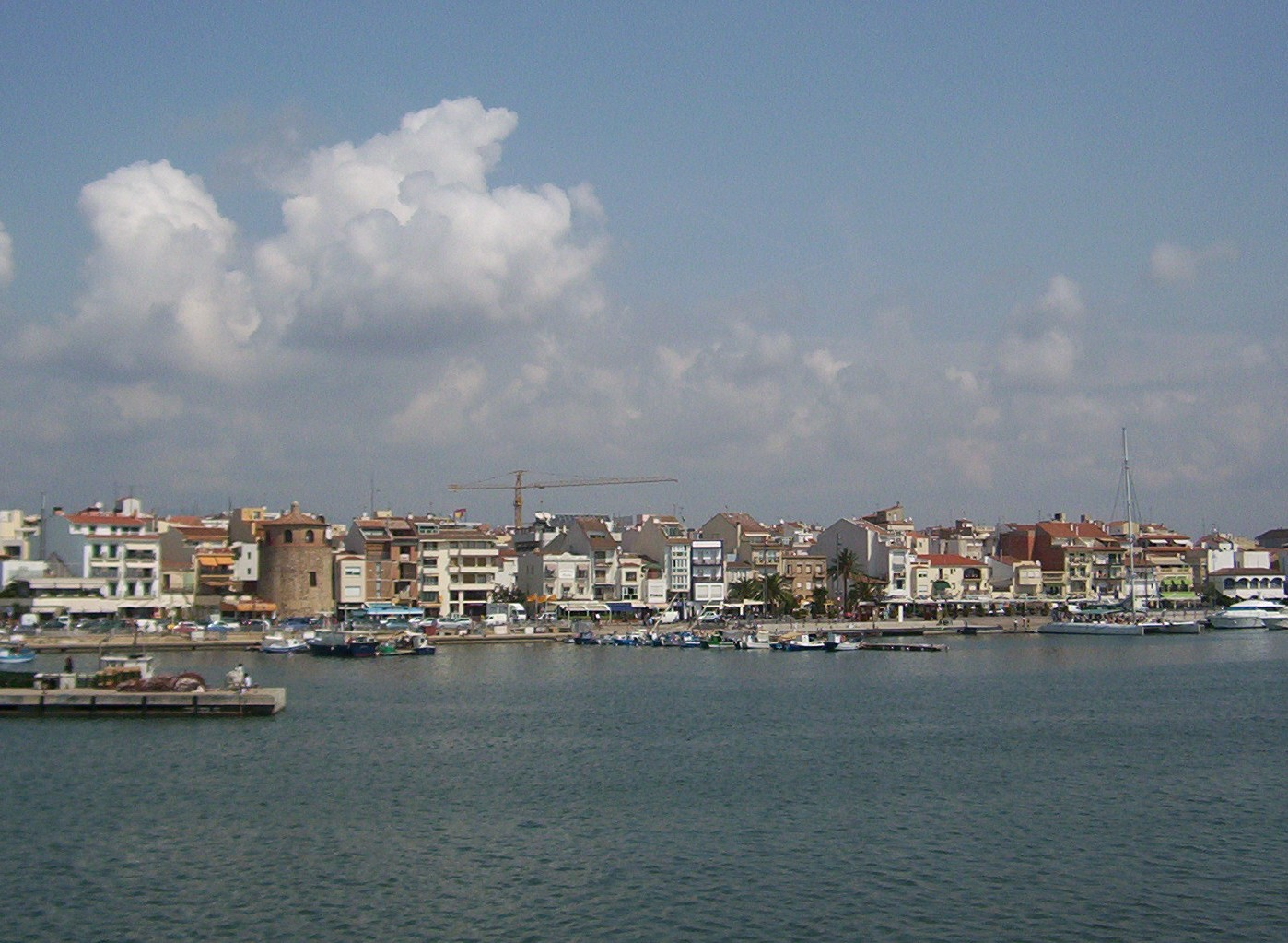
마을 전경

캄브릴스(카탈루냐어: Cambrils, 카탈루냐어 발음: [kəmˈbɾiɫs])는 스페인 카탈루냐 지방 타라고나 주 바시캄 구에 위치한 바닷가 마을이다. 관광지인 살로우와 인접해 있으며 레우스 공항, 플라나 버스, 렌페 등 다양한 교통편으로 관광객들이 많이 찾는 마을이기도 하다. 바르셀로나에서 150km 떨어진 곳에 위치해 있다.
2017년 8월 18일에는 이곳에서 차량 추돌 테러가 발생하여 다섯 명이 다치는 사건이 있었다.

## 같이 보기
- 2017년 바르셀로나 테러